# Michail Nogin
Michail Nogin (russisch Михаил Александрович Ноги́н; * 1959 in Pensa, Sowjetunion) ist ein österreichisch-russischer Bildhauer.
Nogin besuchte die Pflichtschule in Moskau und anschließend ebenda die höhere Lehranstalt für Kunst und Gewerbe (Stroganow-Kunsthochschule). Ende der 1980er Jahre arbeitete er in der Werkstatt Palais Kinsky in Wien. Von 1991 bis 2002 hatte er einen Lehrauftrag an der Russischen Akademie für Malerei, Bildhauerei und Architektur.

## Werke
Er hat unter anderem in Tulln im Jahr 2000 das Egon-Schiele-Denkmal, 2001 die monumentale Reiterstatue Kaiser Mark Aurel und 2005 das raumgreifende Nibelungen-Denkmal errichtet, wobei die Figurengruppe in Russland gegossen wurde.

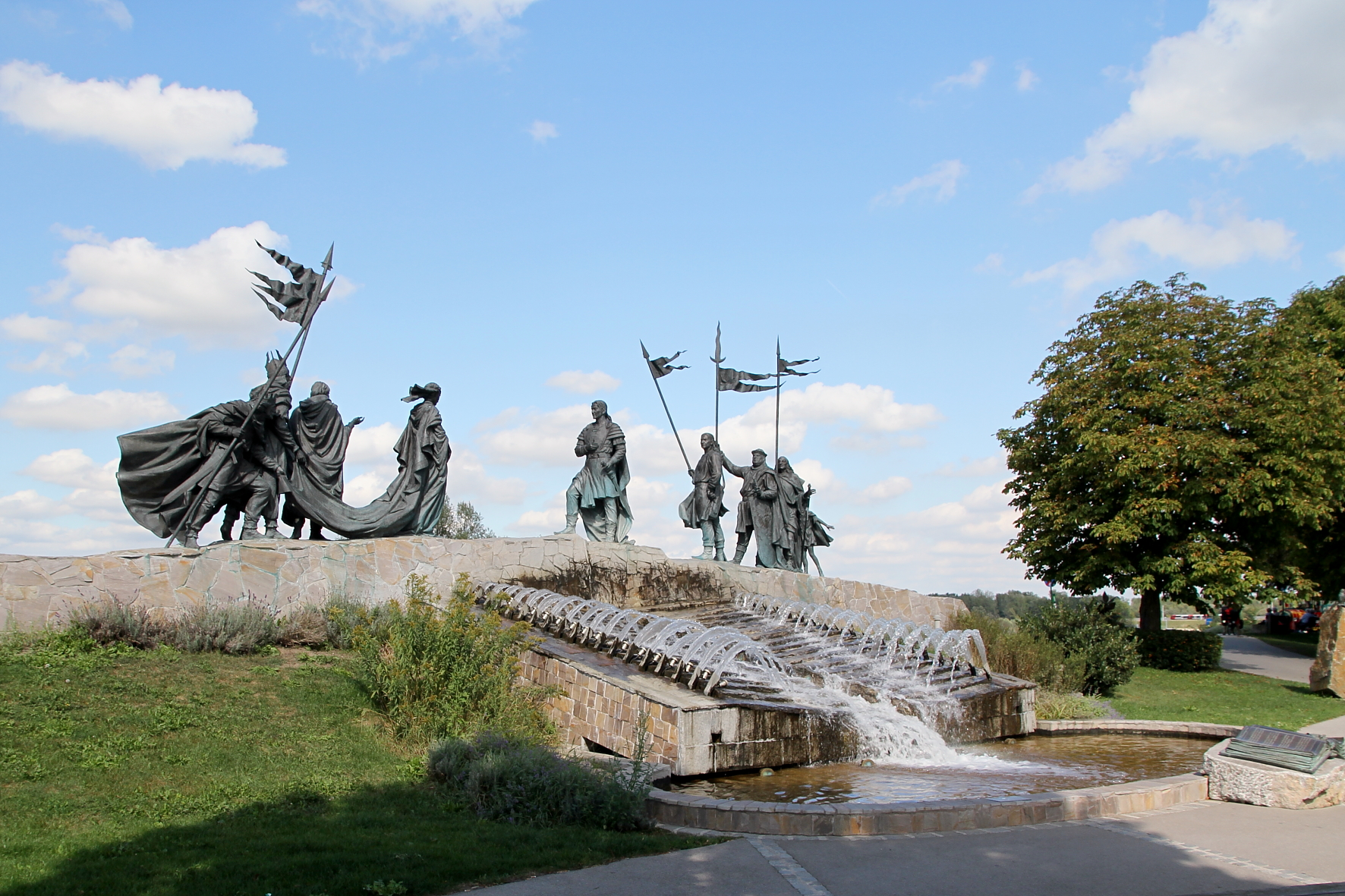
Das monumentale Nibelungendenkmal in Tulln mit einem Brunnen von Hans Muhr
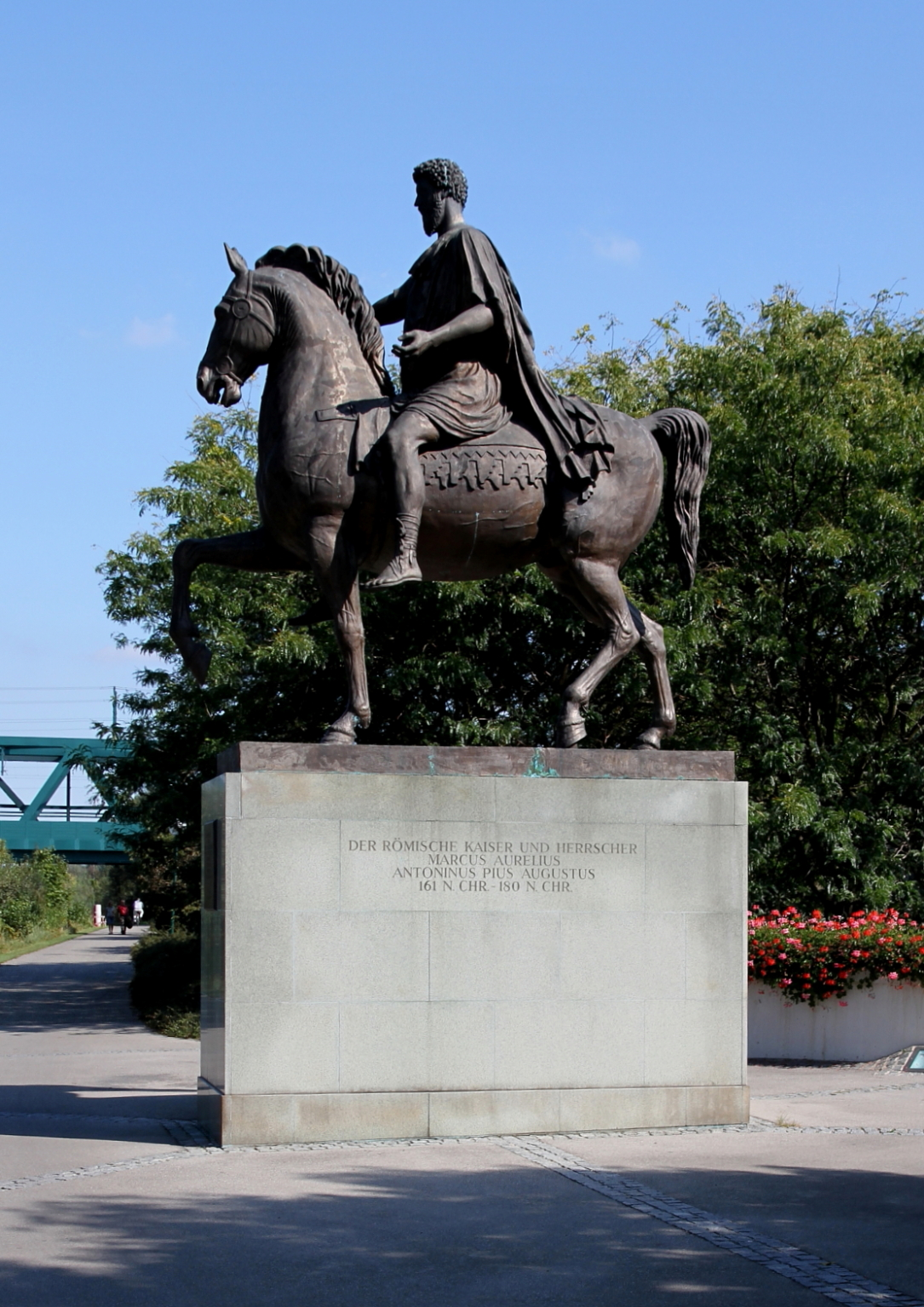
Die Marc-Aurelius-Statue an der Donaulände in Tulln
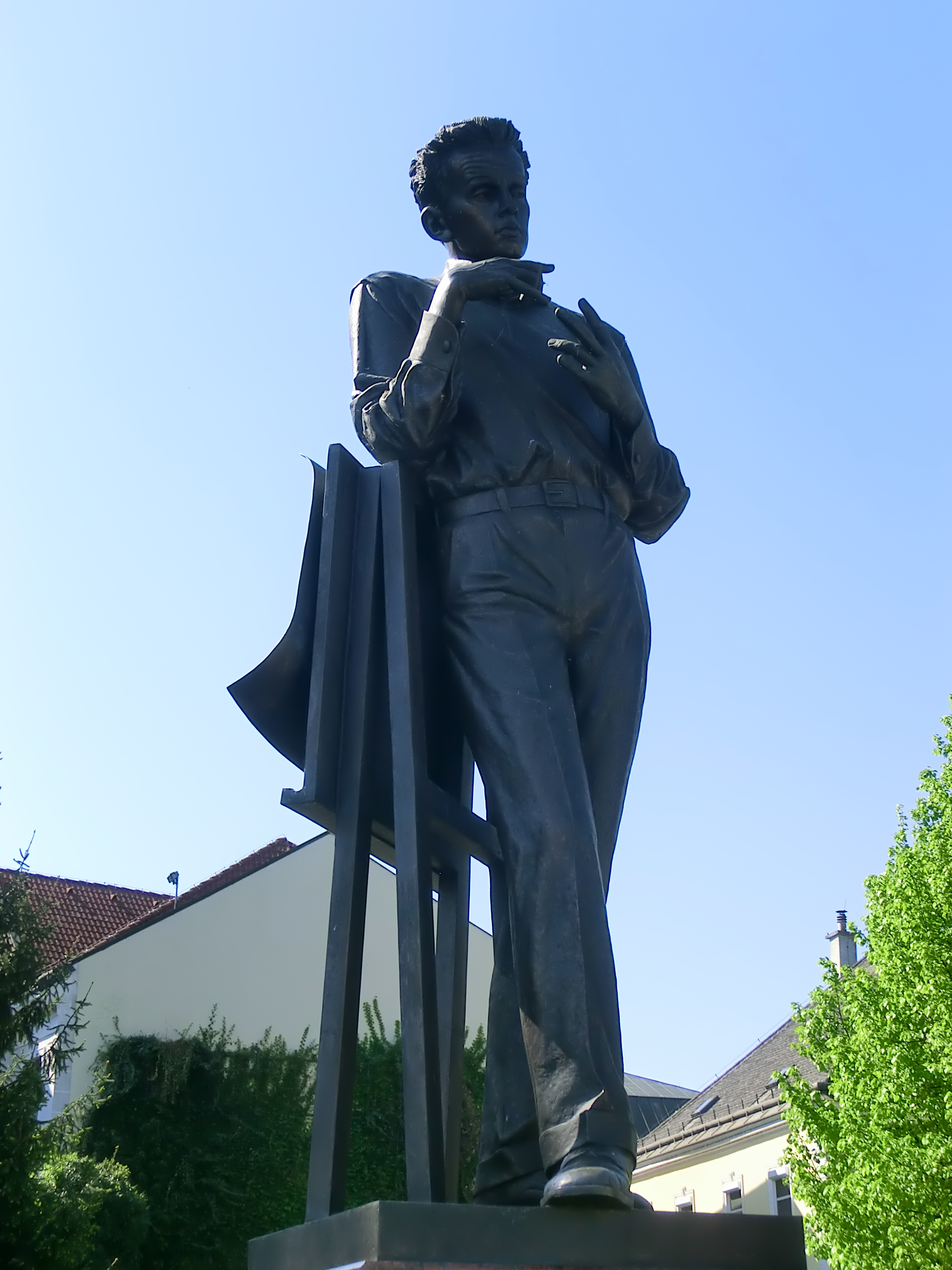
Das Egon-Schiele-Denkmal vor dem Schiele-Museum in Tulln